# Weyersheim
Weyersheim es una localidad y comuna francesa, situada en el departamento de Bajo Rin en la región de Alsacia.

## Demografía
| 2275 | 2456 | 2612 | 2758 | 2817 | 2993 |
| Para los censos de 1962 a 1999 la población legal corresponde a la población sin duplicidades (Fuente: INSEE [Consultar]) |      |      |      |      |      |

## Patrimonio
- Iglesia de Saint-Michel (1784).

## Personajes célebres
- Hans Baldung Grien